# Unité urbaine de Saint-Vivien-de-Médoc
L'unité urbaine de Saint-Vivien-de-Médoc est une unité urbaine française centrée sur la ville de Saint-Vivien-de-Médoc, dans le Sud du département de la Gironde.

## Données globales
En 2020, selon l'Insee, l'unité urbaine de Saint-Vivien-de-Médoc était composée des trois communes de Saint-Vivien-de-Médoc, son centre, et Vensac, une banlieue, toutes deux situées dans l'arrondissement de Lesparre-Médoc, subdivision administrative du département de la Gironde.

## Délimitation de l'unité urbaine de 2020
Liste des communes appartenant à l'unité urbaine de Saint-Vivien-de-Médoc selon la nouvelle délimitation de 2020 et sa population municipale en 2017.
| Nom                   | Code Insee | Statut | Superficie (km2) | Population (dernière pop. légale) | Densité (hab./km2) |
| --------------------- | ---------- | ------ | ---------------- | --------------------------------- | ------------------ |
| Saint-Vivien-de-Médoc | 33490      |        | 29,4             | 1 822 (2022)                      | 62                 |
| Vensac                | 33541      |        | 34               | 1 146 (2022)                      | 34                 |

## Évolution démographique
L'évolution démographique ci-dessous concerne l'unité urbaine de Saint-Vivien-de-Médoc délimitée selon le périmètre de 2020.
| 1968  | 1975  | 1982  | 1990  | 1999  | 2007  | 2012  | 2017  | 2018  | 2022  |
| ----- | ----- | ----- | ----- | ----- | ----- | ----- | ----- | ----- | ----- |
| 1 680 | 1 716 | 1 841 | 1 940 | 2 059 | 2 269 | 2 604 | 2 763 | 2 792 | 2 968 |

### Articles externes
- Composition communale de l'unité urbaine de Saint-Vivien-de-Médoc selon le nouveau zonage de 2020